# Desa Cikadongdong (administrativ by i Indonesien, Jawa Barat, lat -7,35, long 108,16)
Desa Cikadongdong är en administrativ by i Indonesien.   Den ligger i provinsen Jawa Barat, i den västra delen av landet, 190 km sydost om huvudstaden Jakarta.